# Бондарец, Анна Савельевна
Анна Савельевна Бондаре́ц (род. 1941) — украинский мастер художественного ткачества-ковровщица, Заслуженный мастер народного творчества УССР, лауреат Шевченковской премии (1986).

## Биография
Родилась 15 июля 1941 года в Решетиловке (ныне — Полтавская область, Украина). 
В 1959 году — окончила Решетиловское профессионально-техническое училище художественных промыслов.
Работала на Решетиловской фабрике художественных изделий (1959—1993).
Принимала участие в изготовлении гобеленов:
- «Голубой» (1959)
- «Дружба народов» (1967)
- «Цветущая Украина» (1972)
- «Цветы Украины» (1975)
- «Дерево жизни» (1978)
- «Память» (1986)
- «Праздник Ивана Купала» (1988)
- «Т. Г Шевченко» (1989, диптих, по эскизам Л. С. Толстухи)
- «Богдан Хмельницкий» (1979, по эскизам и Т. Печенюк)
- «Черная боль» (1991, замысел О. Машкевича)
- «Цветок любви» (1993, замысел Л. Форостецкой)

Автор гобеленов
- для экспозиции музея-усадьбы Н. В. Гоголя в Полтаве,
- Черкасского краеведческого музея,
- дома-музея академика Д. И. Яворницкого в Днепре,
- киевских музеев.

## Награды и премии
- заслуженный мастер народного творчества УССР (1982)
- Государственная премия УССР имени Т. Г. Шевченко (1986) — за высокохудожественное использование народных традиций в произведениях декоративно-прикладного искусства

## Источник
- Товстуха Л. С. Бондарець Ганна Савівна// Енциклопедія Сучасної України: у 30 т. / ред. кол.: І.М. Дзюба [та ін.]; НАН України, НТШ, Коорд. бюро Енцикл. Сучас. України НАН України. — К.: Поліграфкнига, 2004. — Т.3: Біо-Бя. — 695 с. — ISBN 966-02-2682-9.
- Шевченковский комитет